# Michael Deppisch
Michael Deppisch (* 1963 in Freising) ist ein deutscher Architekt und Hochschullehrer.

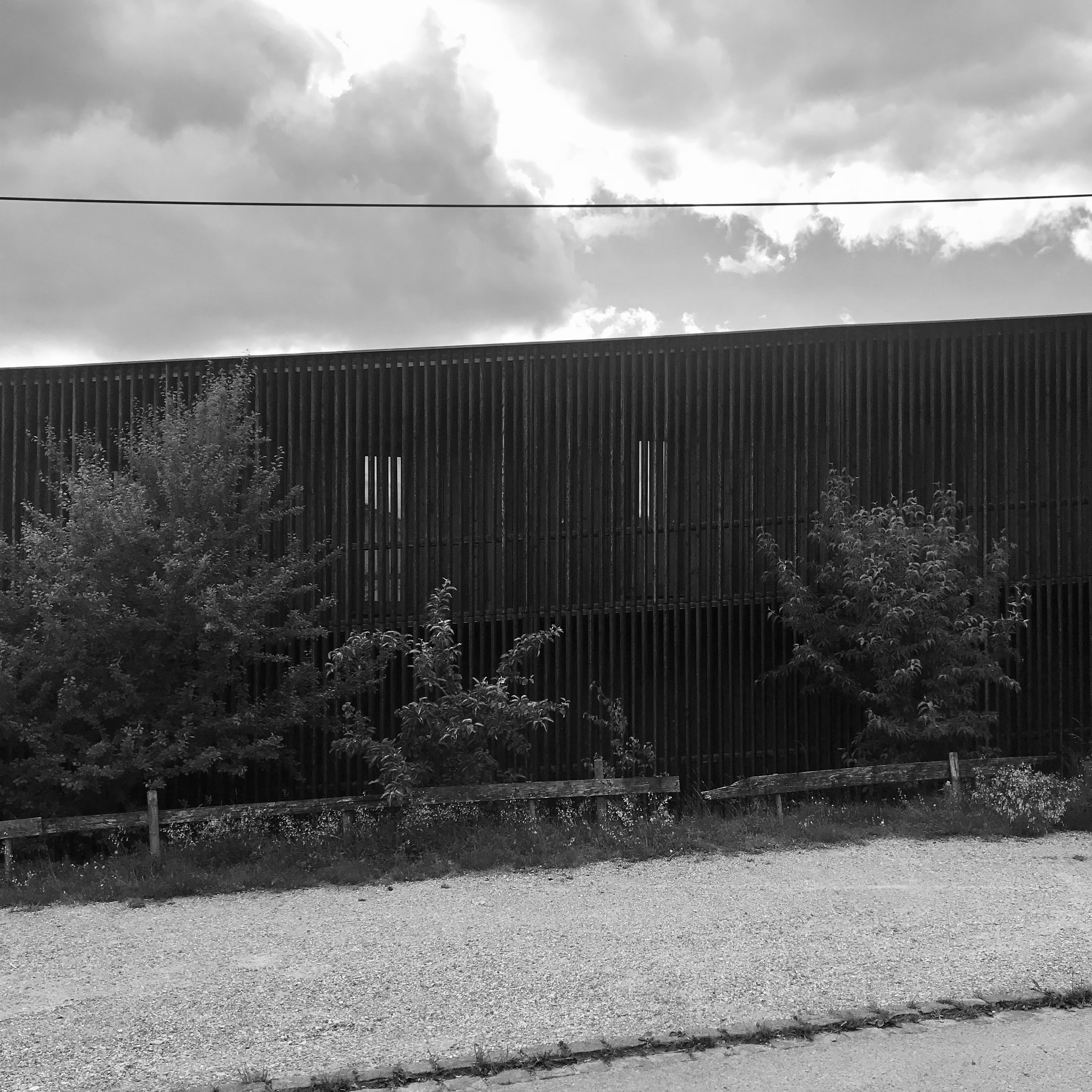
Bio-Hotel, Hohenbercha

## Werdegang
Michael Deppisch studierte Architektur an der Fachhochschule München und arbeitete von 1989 bis 1990 bei SEP Baur + Deby und von 1992 bis 1994 bei Wilhelm Betsch in München. Nach Erhalt des Diploms 1993 begann er im Folgejahr als selbständiger Architekt in Freising zu arbeiten. 2002 gründete er das Büro Deppisch Architekten. Im Jahr 2004 wurde Michael Deppisch in den Bund Deutscher Architekten und 2010 in den Konvent der Bundesstiftung Baukultur berufen. 2008 war er Vorsitzender der Jury für den Gestaltungspreis der Stadt Dachau. 2015 wurde Deppisch Mitglied des Holzbeirats „dataholz.de“ der Technischen Universität München und 2017 Dozent an der Hochschule Augsburg.

## Bauwerke
Eine Auswahl von Deppisch Bauten wurden fotografisch von Sebastian Schels dokumentiert.
- 2000–2001: Umbau einer Scheune zum Wohnhaus, Gaibach
- 2004–2005: Rathaus, Hörgertshausen
- 2006: Mehrgenerationenhaus, Langengeisling
- 2006: Bio-Hotel, Hohenbercha[3]
- 2010: Halle (Schreinerei) design.s, Pulling
- 2011: St. Johannes, Kirchseeon
- 2012–2013: Energieeffizienter Wohnungsbau, Ansbach[4]
- 2012–2013: Kinderkrippe, Flughafen München
- 2013: Erweiterung Oskar-Maria-Graf-Gymnasium, Neufahrn
- 2012–2014: Stadtlücke, Landshut
- 2013–2014: St. Stephan, Oberhaching
- 2010–2015: Citroën-Sammlung Peters, Sandelzhausen
- 2014–2015: Sanierung eines ehemaligen Bürgerhauses, Freising
- 2016–2017: Wohnen am Bürgerpark, Pfaffenhofen
- 2018: Seniorenwohnheim, Schechen
- 2018–2019: Showroom und Bürogebäude, Pulling

## Auszeichnungen und Preise
- 2004: Auszeichnung Guter Bauten Franken für Umbau einer Scheune zum Wohnhaus, Gaibach[5]
- 2006: Anerkennung – Holzbaupreis Bayern für Rathaus, Hörgertshausen
- 2007: Architekturpreis Ziegel-Zentrum-Süd für Mehrgenerationenhaus, Langengeisling[6]
- 2008: Gestaltungspreis der Wüstenrot Stiftung für Bio-Hotel, Hohenbercha[7]
- 2008: Wessobrunner Architekturpreis für Bio-Hotel, Hohenbercha[8]
- 2008: Hypo Real Estate Architekturpreis für Bio-Hotel, Hohenbercha[9]
- 2009: Anerkennung – Deutscher Holzbaupreis für Bio-Hotel, Hohenbercha
- 2010: BDA Preis Bayern für Bio-Hotel, Hohenbercha[10]
- 2011: Europäischer Architekturpreis Energie + Architektur für Bio-Hotel, Hohenbercha[11][12][13]
- 2011: Architekturpreis Gebäudeintegrierte Solartechnik für Halle design.s, Pulling
- 2012: Auszeichnung Guter Bauten Franken für Sanieren und Weiterbauen, Sendelbach[14]
- 2012: 1. Preis – AIT Award in der Kategorie Industrie + Gewerbe für Halle design.s, Pulling[15]
- 2013: BDA Preis Bayern für Halle design.s, Pulling[16]
- 2014: Anerkennung – Holzbaupreis Bayern für Energieeffizienter Wohnungsbau, Ansbach
- 2016: Bronze – Bayerischer Denkmalpflegepreis für Sanierung eines ehemaligen Bürgerhauses, Freising[17]
- 2016: Deutscher Bauherrenpreis für Energieeffizienter Wohnungsbau, Ansbach[18]
- 2016: BDA Preis Bayern für Energieeffizienter Wohnungsbau, Ansbach[19][20]
- 2016: Nike für Neuerung für Energieeffizienter Wohnungsbau, Ansbach[21]
- 2023: Kulturpreis Freising[22]

## Ehemalige Mitarbeiter
- 2000–2017: Johannes Dantele

## Filmografie
- 2005: „Unser Land“, BR Fernsehen
- 2009: „Land und Leute“, BR Fernsehen